# Aloe littoralis
Aloe littoralis es una especie de planta suculenta perteneciente a la familia de los aloes. Es endémica de Angola, Sudáfrica y Namibia donde crece en lugares secos y roquedales.

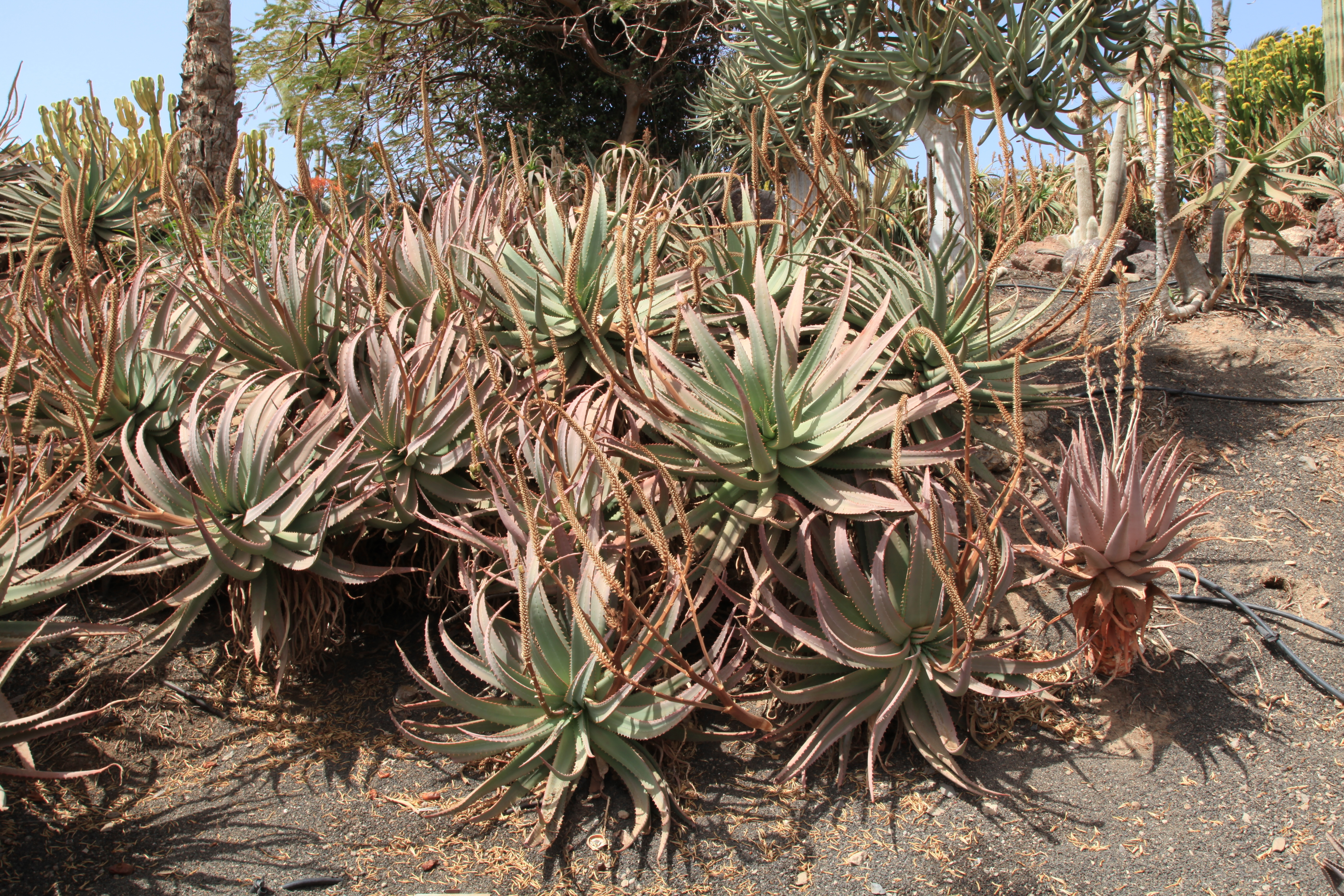
Vista de la planta

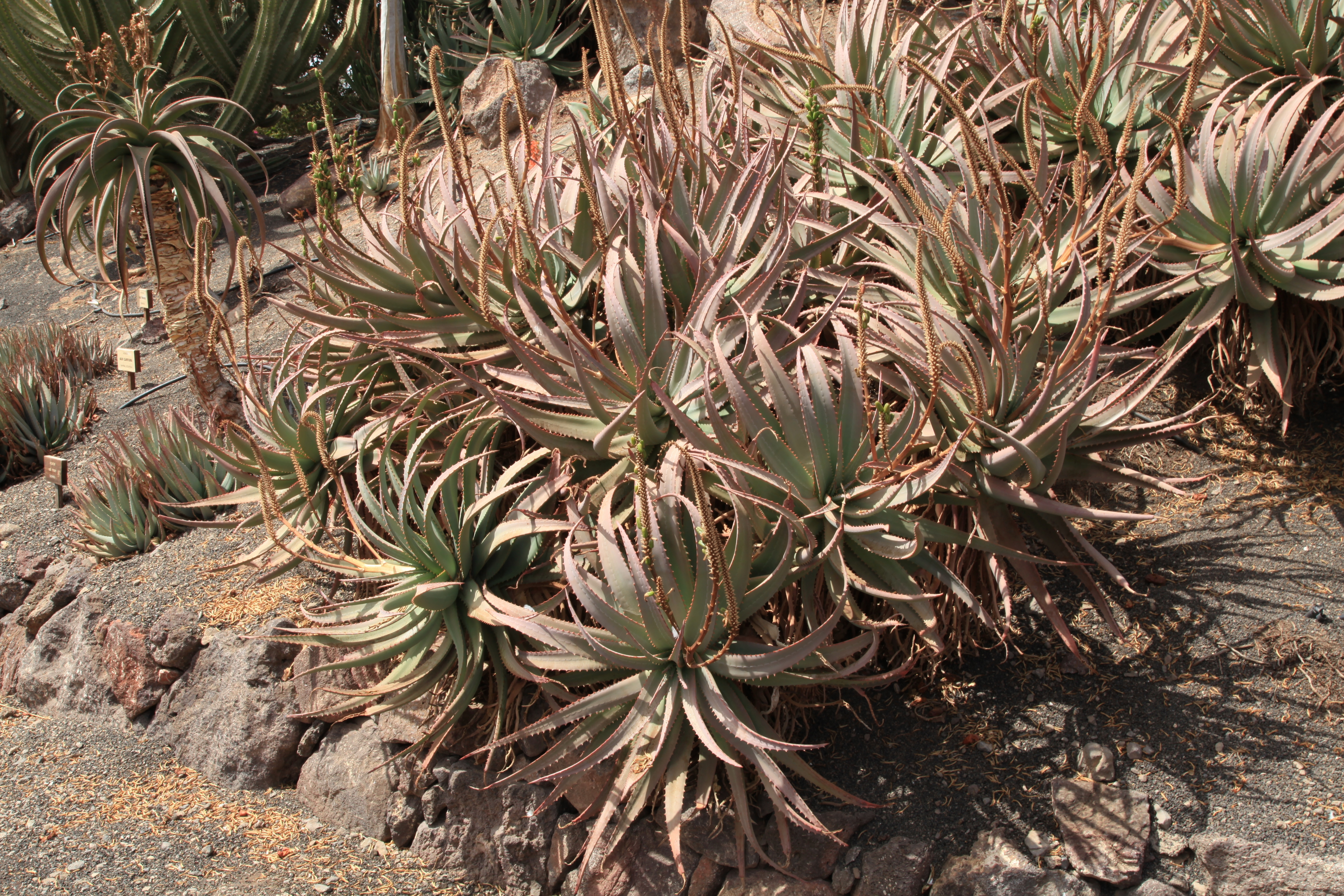
Vista de la planta

## Descripción
Es una planta herbácea perennifolia  o árbol pequeño, solitario, por lo general caulescente, con un tallo grueso simple que alcanza los 2 (4) metros de altura cubierto de hojas secas persistentes. Las hojas formando una roseta compacta, erecta; la lámina de 60 cm de largo, y 12 cm de ancho en la base, lanceoladas, de color verde grisáceo pálido, teñida de rojo en un lugar seco, sin manchas en la madurez, pero con algunos puntos presentes en las plantas jóvenes;  de márgenes cartilaginosos, con dientes de color marrón rojizo y con la savia seca de color amarillo. La inflorescencia es erecta de 1-2 m de altura por encima de la roseta de hojas, en forma de racimos de 30-60 × 6 cm, cilíndrico-acuminados. El perianto de color rosado-rojo, amarillo hacia la boca. El fruto es una cápsula de 20 x 10 mm, oblongo-ovoides, de color marrón grisáceo pálido. Semillas de 4,5 × 8,5 mm, color negro con grandes alas blancas.

## Distribución y hábitat
Se encuentra en Angola, Sudáfrica y Namibia a una altitud de 200-1065 metros en depresiones poco profundas y abiertas, en suelos arenosos en las zonas de arbustos y de bosque secos caducos.

## Taxonomía
Aloe littoralis fue descrita por Baker y publicado en Trans. Linn. Soc. London, Bot. 1(5): 293, en el año 1878
Etimología
Aloe: nombre genérico de origen muy incierto: podría ser derivado del griego άλς, άλός (als, alós), "sal" - dando άλόη, ης, ή (aloé, oés) que designaba tanto la planta como su jugo - debido a su sabor, que recuerda el agua del mar. De allí pasó al Latín ălŏē, ēs con la misma aceptación, y que, en sentido figurado, significaba también "amargo". Se ha propuesto también un origen árabe, alloeh, que significa "la sustancia amarga brillante"; pero es más probablemente de origen complejo a través del hébreo: ahal (אהל), frecuentemente citado en textos bíblicos.
littoralis: epíteto latino que significa "cercano a la costa".
Sinonimia
- Aloe angolensis Baker
- Aloe rubrolutea Schinz
- Aloe schinzii Baker[8][2]